# Geschützter Landschaftsbestandteil Bergrücken Stockert nördlich Thieringhausen
Der Geschützte Landschaftsbestandteil Bergrücken Stockert nördlich Thieringhausen mit einer Flächengröße von 4,6 ha liegt nördlich von Thieringhausen im Stadtgebiet von Olpe (Kreis Olpe). Es wurde 2020 durch den Kreistag des Kreises Olpe als Geschützter Landschaftsbestandteil (LB) mit dem Landschaftsplan  Nr. 5 Rothaarvorhöhen zwischen Olpe und Altenhundem ausgewiesen. Von 1984 bis 2020 gehörten die Flächen zum Landschaftsschutzgebiet Kreis Olpe. Der LB ist westlich vom Landschaftsschutzgebiet Rothaarvorhöhen, Typ B und sonst vom Landschaftsschutzgebiet Rothaarvorhöhen, Typ A umgeben.

## Gebietsbeschreibung
Im LB liegt ein Eichen-Niederwald auf dem flachen Bergrücken Stockert. Der LB ist nur von einer kleinen Grünlandfläche vom Dorfrand getrennt.
Der Landschaftsplan führt zum LB aus: „Der Stockert besitzt einen aktuell noch genutzten und gepflegten, vitalen Niederwald. Aufgrund seiner Kuppenlage weist der Niederwald eine exponierte Biotopfunktion als Refugial- und Trittsteinbiotop auf. Er ist Teil eines vergleichsweise dichten Eichenwald-Biotopverbundsystems im Raum Thieringhausen-Altenkleusheim-Neuenkleusheim. Schützenswert sind insbesondere die kulturhistorische Waldnutzungsform, die hohe strukturelle Vielfalt und die Funktion als Trittsteinbiotop.“

## Schutzzweck
Die Ausweisung erfolgt „zur Sicherung, Erhaltung und Entwicklung eines strukturreichen Niederwaldkomplexes mit naturnahen Quellsiepen.“ Insbesondere:
- „als Lebensstätte wild lebender Tier- und Pflanzenarten,“
- „als Verbindungselement im Sinne des Biotopverbundsystems,“
- „als gliederndes und belebendes Landschaftselement und zur Bereicherung des Landschaftsbildes,“
- „als Relikt einer kulturhistorisch bedeutsamen Waldnutzungsform und als Element einer gewachsenen Kulturlandschaft.“[1]

## Verbote
Es wurde ein spezielles Verbot für den LB erlassen:
- „im Falle der Endnutzung eine aktive Wiederaufforstung mit anderen, als den derzeit auf der Fläche befindlichen standortheimischen Laubholzarten (vor allem Birke, Eiche, Eberesche, Roterle), vorzunehmen.“[1]

## Gebote
Für den LB wurden drei spezielle Gebote erlassen:
- „die niederwaldartige Nutzung als traditionelle Waldbewirtschaftungsform beizubehalten bzw. wieder aufzunehmen,“
- „einzelne kernwüchsige Laubbäume zu erhalten,“
- „aufkommende Fichten sowie andere nicht standortgerechte bzw. nicht heimische Gehölzarten zu entfernen.“[1]